# Lola Tung
Lola Tung (New York, 28 ottobre 2002) è un'attrice statunitense.È conosciuta soprattutto per il ruolo di Isabel "Belly" Susannah Conklin, protagonista nella serie televisiva L'estate nei tuoi occhi, basata sul romanzo The Summer I Turned Pretty di Jenny Han.
Nel 2022 è diventata una partner dell'American Eagle, insieme ai suoi co-protagonisti, Christopher Briney e Gavin Casalegno. Nell’aprile 2023, Tung è stata scelta come volto di Coachtopia, una linea del marchio Coach incentrata sulla sostenibilità e caratterizzata da pratiche produttive a basso impatto ambientale. Nello stesso anno, ha preso parte alla campagna natalizia "Have a Wasty Holiday", promossa da Coachtopia con l’obiettivo di sensibilizzare il pubblico sull’eccessiva produzione di rifiuti durante il periodo delle festività.

## Biografia
Lola Tung è nata il 28 ottobre 2002 a New York, in cui è anche cresciuta. Sua madre è di origini cinesi e svedesi, mentre suo padre è di origine est-europea; sua nonna materna è svedese. Durante la scuola media, ha partecipato a produzioni teatrali scolastiche, tra cui La piccola bottega degli orrori e Il mago di Oz. Ha frequentato la Fiorello H. LaGuardia High School of Music & Art and Performing Arts, diplomandosi nel 2020 con una specializzazione in teatro. Durante il liceo, ha preso parte anche a una produzione di Rent con un gruppo teatrale extracurricolare.
Nell'autunno del 2020, ha iniziato a studiare recitazione presso la Carnegie Mellon University, partecipando a diverse produzioni universitarie. In quell’occasione è stata notata dal suo attuale manager, che l'ha vista esibirsi per la prima volta. Alcuni mesi più tardi, durante il secondo semestre del primo anno, è stata contattata dal manager per una collaborazione, ricevendo la sua prima audizione che riguardava il ruolo da protagonista di Isabel "Belly" Conklin nella serie televisiva L'estate nei tuoi occhi, adattamento prodotto da Amazon Prime Video basato sulla trilogia bestseller di Jenny Han. Tung ha sostenuto l’audizione via Zoom, mentre frequentava ancora i corsi universitari da remoto, e ha successivamente ottenuto il ruolo. Dopo aver completato il primo anno di studi, ha deciso di prendersi una pausa accademica per lavorare alla serie L'estate nei tuoi occhi, segnando il suo debutto come attrice professionista. Nel settembre 2021, poco dopo essere stata scelta come protagonista della serie, ha firmato con l’agenzia di rappresentanza statunitense Creative Artists Agency (CAA). Prima ancora del debutto della prima stagione, Amazon Prime aveva annunciato il rinnovo della serie per una seconda stagione, le cui riprese si sono svolte nell’estate del 2022. Nell’agosto 2023, la serie è stata rinnovata per una terza stagione, la cui produzione è stata posticipata a causa dello sciopero degli attori indetto dal sindacato SAG-AFTRA. A maggio 2023 ha presentato insieme con Jamie Lee Curtis e Sarah Michelle Gellar gli MTV Movie & TV Awards. Nel novembre 2023, Tung ha collaborato con Cameron Crowe e Tom Kitt interpretando il ruolo di Penny Lane in un workshop di sviluppo del musical Almost Famous, tenutosi presso l’Eugene O’Neill Theater Center. Le letture pubbliche del progetto si sono svolte l’11, il 15 e il 18 novembre 2023. 
Nel febbraio 2024, ha debuttato a Broadway nel ruolo di Euridice nel musical vincitore del Tony Award Hadestown. Ha sostituito Solea Pfeiffer per una serie limitata di rappresentazioni, in programma dal 9 febbraio al 17 marzo, recitando accanto a Jordan Fisher nel ruolo di Orfeo. Nel maggio 2024, Tung ha ricevuto la sua prima candidatura ai Broadway.com Audience Choice Awards. Nel marzo 2025, Tung è entrata a far parte del cast di Forbidden Fruits, film horror a tema occulto diretto da Meredith Alloway e tratto dall’opera teatrale di Lily Houghton. Il film segue le vicende di una setta segreta di streghe il cui equilibrio viene messo alla prova dall’arrivo di una nuova recluta. Tung interpreta uno dei membri del gruppo. IFC Films e Shudder hanno acquisito i diritti di distribuzione per il Nord America, con un'uscita nelle sale prevista per il 2026.
Lola Tung e Nicholas Alexander Chavez sarebbero dovuti apparire nella scena di apertura del film So Cosa Hai Fatto uscito a luglio 2025, in una sequenza introduttiva pensata per l'inizio del lungometraggio. Tuttavia, per decisioni legate alla fase finale della produzione e al montaggio, la regista Jennifer Kaytin Robinson ha scelto di eliminare quella scena dal montaggio definitivo.

## Filmografia parziale

### Cinema
- So cosa hai fatto (I Know What You Did Last Summer), regia di Jennifer Kaytin Robinson (2025)

### Televisione
- L'estate nei tuoi occhi (The Summer I Turned Pretty) – serie TV, 15 episodi (2021-2023)

## Doppiatrici italiane
Nelle versioni in italiano delle opere in cui ha recitato, Lola Tung è stata doppiata da:
- Chiara Fabiano ne L'estate nei tuoi occhi